# Capralba
Capralba (lombardul: Cavràlba) település Olaszországban, Lombardia régióban, Cremona megyében. Lakosainak száma 2296 fő (2023. január 1.). Capralba Campagnola Cremasca, Caravaggio, Casaletto Vaprio, Misano di Gera d’Adda, Pieranica, Quintano, Sergnano, Torlino Vimercati és Vailate községekkel határos.

## Népesség
A település népességének változása:
| Lakosok száma | 2413 | 2347 | 2313 | 2296 |
|               | 2013 | 2017 | 2018 | 2023 |